# Straat Balabac
De straat Balabac is een zeestraat in het uiterste zuidwesten van de Filipijnen. Deze straat scheidt het Filipijnse eiland Balabac ten zuiden van Palawan van het Maleisische eiland Pulau Banggi vlak voor de kust van Borneo. De straat is op het smalste stuk zo'n 49 kilometer breed en vormt een verbinding tussen de Suluzee in het oosten en de Zuid-Chinese Zee in het westen.